# Mirai Nagasu
Mirai Nagasu (長洲 未来 Nagasu Mirai?,  Montebello, California, 16 de abril de 1993) es una patinadora artística sobre hielo estadounidense. Tres veces medallista del Campeonato de los Cuatro Continentes (plata en 2016, bronce en 2011 y 2017). Además es campeona del Júnior Grand Prix de 2007 y dos veces medallista del Campeonato Mundial Júnior. En su país es seis veces medallista nacional.

## Vida personal
Nagasu nació en la ciudad de Montebello, California. Sus padres, inmigrantes japoneses, poseen un restaurante de comida japonesa. En 2005, se inscribió a la Universidad de Colorado.

## Carrera

### Primeros pasos

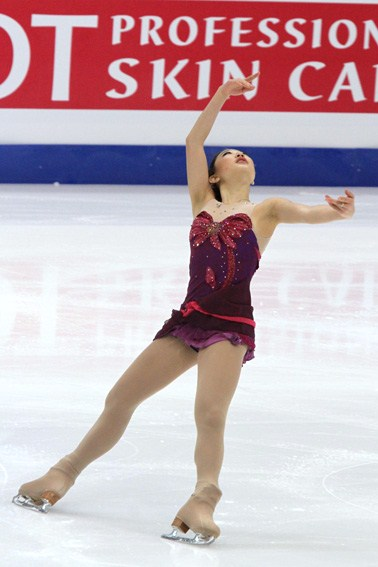
Nagasu en el Campeonato de los Cuatro Continentes de 2011.

Comenzó a patinar a la edad de cinco años, admira a las patinadoras Michelle Kwan y Mao Asada. En la temporada 2002 tuvo su primera competición en el Campeonato regional Southwest Pacific. Fue entrenada desde temprano por Sandy Gollihugh, en octubre de 2006 cambió a Charlene Wong.

## Trayectoria

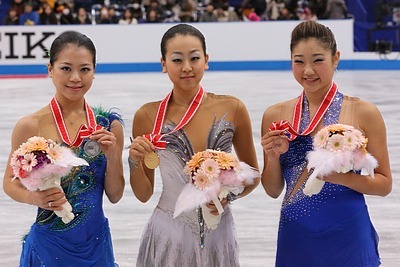
Nagasu (derecha) en el podio del Trofeo NHK 2012.

En la temporada 2006-2007 la patinadora debutó en nivel júnior. Calificó entonces a su primer campeonato nacional, donde quedó en primer lugar con su programa libre y ganó el primer puesto con una puntuación total de 155.46 puntos.
En la temporada 2007-2008 hizo su debut nacional en la categoría sénior, además ganó la medalla de oro en su primer evento de Grand Prix. Desde la temporada 2008-2009 la patinadora participó en competiciones internacionales como sénior. En el Skate America de 2008 quedó en quinto lugar y en el Trofeo NHK obtuvo el octavo puesto. En los nacionales de Estados Unidos, terminó con la quinta plaza tras fallar algunos saltos en su programa libre. Para la temporada 2009-2010 fue asignada a la Copa de China y al Skate Canada, ambas competiciones de Grand Prix. En enero de 2010 compitió de nuevo en los nacionales de su país y ganó la medalla de plata.
En los Juegos Olímpicos de Invierno de 2010 obtuvo el cuarto lugar y además hizo un nuevo récord de puntuación personal. En la temporada 2012-2013 ganó el bronce en el Trofeo de Finlandia y quedó en cuarto lugar en la Copa de China. Ganó el bronce en el Campeonato de Estados Unidos de 2014. Fue considerada para los Juegos Olímpicos de Sochi pero su compañera Ashley Wagner fue finalmente elegida, pues presentaba más experiencia competitiva internacional.
En la temporada 2016-2017 fue asignada a los eventos de Grand Prix, Skate Canadá y el Trofeo NHK. Además participó en el Cuatro Continentes de 2017, donde quedó en tercer lugar, logrando el bronce. Para la temporada 2017-2018 la patinadora participó en los eventos de la Copa Rostelecom y el Trofeo NHK. Compitió además en el Campeonato de Estados Unidos de 2018, donde ganó la medalla de plata.

### Programas
| Temporada | Programa corto                                                               | Programa libre                                             | Exhibición                                           |
| --------- | ---------------------------------------------------------------------------- | ---------------------------------------------------------- | ---------------------------------------------------- |
| 2017-2018 | Nocturne No. 20 in C-sharp minor de Frédéric Chopin                          | Miss Saigon de Claude-Michel Schönberg                     | Body language de Queen                               |
| 2016-2017 | Nocturne No. 20 in C-sharp minor de Frédéric Chopin                          | The Winner Takes It All de Sarah Dawn Finer                | Shake It Out de Florence + the Machine               |
| 2015-2016 | Demons de Imagine Dragons                                                    | Back to Black de Beyoncé                                   | Demons de Imagine Dragons                            |
| 2014-2015 | Rhapsody on a Theme of Paganini de Serguéi Rajmáninov (Coreo de Adam Rippon) | Madame Butterfly de Giacomo Puccini (Coreo de Adam Rippon) | Demons de Imagine Dragons                            |
| 2013-2014 | The Man I Love de George Gershwin                                            | James Bond music (Coreo de Cindy Stuart)                   | On Golden Pond de Dave Grusin (Coreo de Adam Rippon) |
| 2012-2013 | Downhill Special de Benny Goodman Orchestra                                  | Symphony No. 3 in C Minor, Op 78 de Camille Saint-Saëns    |                                                      |
| 2011-2012 | Danzarin de Tango Lorca                                                      | Adagio of Spartacus and Phrygia de Aram Khachaturian       | Fireflies de Owl City                                |

### Resultados nivel sénior
| Temporada 2017-2018                     | Temporada 2017-2018                          | Temporada 2017-2018 | Temporada 2017-2018 | Temporada 2017-2018 |
| Fecha                                   | Evento                                       | Programa corto      | Programa libre      | Total               |
| --------------------------------------- | -------------------------------------------- | ------------------- | ------------------- | ------------------- |
| 3–5 de enero de 2018                    | Campeonato de Estados Unidos de 2018         | 2 73.09             | 2 140.75            | 2 213.84            |
| 10–12 de noviembre de 2017              | Trofeo NHK 2017                              | 5 65.17             | 4 129.29            | 4 194.46            |
| 20–22 de octubre de 2017                | Copa Rostelecom 2017                         | 9 56.15             | 7 122.10            | 9 178.25            |
| 7 de octubre de 2017                    | Abierto de Japón de 2017                     | -                   | 4 134.69            | 3T/4P               |
| 13–17 de septiembre de 2017             | US Classic de 2017                           | 3 63.81             | 2 119.73            | 2 183.54            |
| Temporada 2016-2017                     |                                              |                     |                     |                     |
| Fecha                                   | Evento                                       | Programa corto      | Programa libre      | Total               |
| 15–19 de febrero de 2017                | Campeonato de los Cuatro Continentes de 2017 | 5 62.91             | 2 132.04            | 3 194.95            |
| 14–22 de enero de 2017                  | Campeonato de Estados Unidos de 2017         | 2 71.95             | 4 122.95            | 4 194.90            |
| 25–27 de noviembre de 2016              | Trofeo NHK 2016                              | 4 63.49             | 8 116.84            | 5 180.33            |
| 28–30 de octubre de 2016                | Skate Canada International 2016              | 9 53.19             | 11 98.23            | 9 151.42            |
| 29 de septiembre – 1 de octubre de 2016 | CS Autumn Classic International de 2016      | 1 73.40             | 2 115.71            | 1 189.11            |
| 8–11 de septiembre de 2016              | CS Lombardia de 2016                         | 2 61.29             | 2 115.57            | 3 176.86            |
| Temporada 2015-2016                     |                                              |                     |                     |                     |
| Fecha                                   | Evento                                       | Programa corto      | Programa libre      | Total               |
| 28 de marzo – 3 de abril de 2016        | Campeonato del Mundo de 2016                 | 10 65.74            | 11 120.91           | 10 186.65           |
| 16–21 de febrero de 2016                | Campeonato de los Cuatro Continentes de 2016 | 3 66.06             | 2 127.80            | 2 193.86            |
| 16–24 de enero de 2016                  | Campeonato de Estados Unidos de 2016         | 5 59.64             | 4 129.20            | 4 188.84            |
| 27–29 de noviembre de 2015              | Trofeo NHK 2015                              | 5 61.10             | 6 114.54            | 5 175.64            |
| 27–31 de octubre de 2015                | Ice Challenge de 2015                        | 2 57.85             | 1 111.53            | 1 169.38            |
| 24–25 de septiembre de 2015             | Trofeo Nebelhorn 2015                        | 11 48.09            | 2 111.58            | 5 159.67            |
| Temporada 2014-2015                     |                                              |                     |                     |                     |
| Fecha                                   | Evento                                       | Programa corto      | Programa libre      | Total               |
| 18–25 de enero de 2015                  | Campeonato de Estados Unidos de 2015         | 4 65.28             | 12 101.35           | 10 166.63           |
| 13–16 de noviembre de 2014              | Copa Rostelecom 2014                         | 4 58.90             | 6 106.98            | 4 165.88            |
| 23–26 de octubre de 2014                | Skate America 2014                           | 10 49.29            | 6 108.92            | 6 158.21            |
| 4 de octubre de 2014                    | Abierto de Japón de 2014                     | –                   | 5 106.85            | 2                   |
| 11–14 de septiembre de 2014             | US Classic 2014                              | 5 55.46             | 3 104.03            | 5 159.49            |
| Temporada 2013-2014                     |                                              |                     |                     |                     |
| Fecha                                   | Evento                                       | Programa corto      | Programa libre      | Total               |
| 20–26 de enero de 2014                  | Campeonato de los Cuatro Continentes de 2014 | 9 55.39             | 10 104.39           | 10 159.78           |
| 9–11 de enero de 2014                   | Campeonato de Estados Unidos de 2014         | 3 65.44             | 3 125.30            | 3 190.74            |
| 22–24 de noviembre de 2013              | Copa Rostelecom 2013                         | 4 60.44             | 3 114.93            | 3 175.37            |
| 8–10 de noviembre de 2013               | Trofeo NHK 2013                              | 8 51.01             | 8 90.70             | 8 141.71            |
| 4–6 de octubre de 2013                  | Trofeo de Finlandia 2013                     | 4 54.01             | 4 110.50            | 4 164.51            |
| Temporada 2012-2013                     |                                              |                     |                     |                     |
| Fecha                                   | Evento                                       | Programa corto      | Programa libre      | Total               |
| 19–27 de enero de 2013                  | Campeonato de Estados Unidos de 2013         | 3 64.39             | 11 109.36           | 7 173.75            |
| 22–25 de noviembre de 2012              | Trofeo NHK 2012                              | 2 61.18             | 3 115.50            | 3 176.68            |
| 2–4 de noviembre de 2012                | Copa de China 2012                           | 3 59.76             | 4 103.70            | 4 163.46            |
| 5–7 de octubre de 2012                  | Trofeo de Finlandia 2012                     | 3 52.75             | 3 110.34            | 3 163.09            |
| Temporada 2011-2012                     |                                              |                     |                     |                     |
| Fecha                                   | Evento                                       | Programa corto      | Programa libre      | Total               |
| 22–29 de enero de 2012                  | Campeonato de Estados Unidos de 2012         | 5 59.02             | 8 104.97            | 7 163.99            |
| 4–6 de noviembre de 2011                | Copa de China 2011                           | 2 60.96             | 2 112.26            | 2 173.22            |
| 28–30 de octubre de 2011                | Skate Canada International 2011              | 5 52.73             | 5 98.99             | 5 151.72            |
| 20–24 de septiembre de 2011             | Trofeo Nebelhorn 2011                        | 1 58.38             | 1 109.02            | 1 167.46            |
| Temporada 2010-2011                     |                                              |                     |                     |                     |
| Fecha                                   | Evento                                       | Programa corto      | Programa libre      | Total               |
| 15–20 de febrero de 2011                | Campeonato de los Cuatro Continentes de 2011 | 4 59.78             | 3 129.68            | 3 189.46            |
| 22–30 de enero de 2011                  | Campeonato de Estados Unidos de 2011         | 1 63.35             | 3 113.91            | 3 177.26            |
| 26–28 de noviembre de 2010              | Trofeo Eric Bompard 2010                     | 2 58.72             | 1 109.07            | 2 167.79            |
| 5–7 de noviembre de 2010                | Copa de China 2010                           | 1 58.76             | 5 87.47             | 4 146.23            |
| Temporada 2009-2010                     |                                              |                     |                     |                     |
| Fecha                                   | Evento                                       | Programa corto      | Programa libre      | Total               |
| 22–28 de marzo de 2010                  | Campeonato del Mundo de 2010                 | 1 70.40             | 11 105.08           | 7 175.48            |
| 14–27 de febrero de 2010                | Juegos Olímpicos de Invierno de 2010         | 6 63.76             | 5 126.39            | 4 190.15            |
| 14–24 de enero de 2010                  | Campeonato de Estados Unidos de 2010         | 1 70.06             | 3 118.72            | 2 188.78            |
| 22–25 de noviembre de 2009              | Skate Canada International 2009              | 3 56.34             | 3 100.49            | 4 156.83            |
| 29 de octubre – 1 de noviembre de 2009  | Copa de China 2009                           | 1 62.20             | 6 93.18             | 5 155.38            |

## Dancing with the Stars
En abril de 2018, Nagasu fue anunciada como una de las celebridades que competirán en la temporada 26 de Dancing with the Stars. Está emparejada con el bailarín profesional Alan Bersten. La pareja fue eliminada en la semifinal de la temporada en una triple eliminación, quedando en el cuarto puesto.